# Link popularity
La popolarità da link (link popularity in inglese) è una misura dell'affidabilità dei contenuti di un sito web, che influisce notevolmente sulla visibilità online. Oggi i motori di ricerca premiano l'affidabilità di un sito innalzandolo ai primi posti nelle pagine di risposta.
Per link popularity si intende il numero di siti internet che si collegano a una pagina web.
Il concetto di popolarità da link è strettamente collegato alla nascita di Google, il motore di ricerca oggi numero uno al mondo.
Da studenti, Sergey Brin e Larry Page appresero che, tra i testi accademici, quelli più prestigiosi si misurano per quante più citazioni accumulano. Non conta cioè il numero di copie vendute, ma il numero di colleghi che lo citano e lo prendono come esempio, come modello. Sono i "pari" che conferiscono ad un testo scientifico uno status di importanza e di notorietà.
I fondatori di Google pensarono che questo concetto potesse valere anche nel web. In che modo i webmaster attribuiscono importanza ad un sito? Mettendo un link dal proprio sito web. Mettere un link esterno significa dare un "voto" ad una risorsa web di buona qualità.  Ma c'è anche un ragionamento più sottile. Un webmaster, consigliando (sotto forma di link) una buona pagina web ai propri utenti aumenta anche le visite al proprio sito, cioè realizza il proprio tornaconto. Quindi, se un webmaster ha l'interesse personale ad inserire un link esterno, si presume che sia convinto della buona qualità del sito.
Brin e Page crearono un algoritmo di nome Backrub, per misurare i link esterni ad un sito e soppesarli in base alla loro affidabilità. Google attribuì un valore maggiore ai siti che avevano una buona popolarità da link. Ciò diede un valore aggiunto a Google stesso; gli utenti web dimostrarono di gradire il modo di Google di rispondere alle interrogazioni (query) e lo premiarono facendolo primeggiare su tutti gli altri motori di ricerca.
La popolarità da link, comunque, è solo uno dei tanti parametri presi in considerazione da Google per decidere la posizione di una pagina. Pertanto una pagina con elevata popolarità non ottiene automaticamente una posizione migliore rispetto ad una pagina con popolarità più bassa.
L'algoritmo del PageRank utilizza la link popularity come uno dei fattori per il calcolo del proprio valore. Nonostante molti credano diversamente, non è il pagerank ad influenzare il posizionamento di un sito, anche se una link popularity proveniente da siti con alto valore di pagerank influenza positivamente il posizionamento di una pagina.